# Raytheon Technologies
Raytheon Technologies Corporation (NASDAQ: RTX

) er et amerikansk børsnoteret selskab, der driver virksomhed indenfor luftfarts- og forsvarsindustrien. Raytheon Technologies Corp. har en række datterselskaber, og koncernen fremstiller og udvikler teknolgiprodukter som flymotorer, avionics, aerostructures, cybersecurity, missiler, antiluftskyts, satellitter og droner samt en række tjensteydelser indenfor disse områder. Virksomhedens kunder er andre virksomheder, militærer og regeringer. Selskabet er grundlagt i 1922 og har hovedkontor i Waltham i Massachusetts.
De væsentligste divisioner er Collins Aerospace Systems (dele til fly, avionics, styring og overvågning af fly etc.), Pratt & Whitney (flymotorer m.v), Raytheon Intelligence and Space  (sensorer, cyber og softwareløsninger) og Raytheon Missiles and Defense (missiler, missilforsvar m.v.)
Den nuværende virksomhed er et resultat af den fusion den  3. april 2020 mellem United Technologies Corporation (UTC) og Raytheon Company.